# Браславский замок
Браславский замок (бел. Браслаўскі замак) — деревянный замок, существовавший в XVI—XVIII веках в городе Браслав Витебской области Белоруссии.

## Археологическое городище
Предположительно, укрепления на Замковой горе (высотой в 14 метров) между озёрами Дривяты и Новяты появились вместе с созданием Браслава. Раскопки, проведённые в 1955-56 годах под руководством Леонида Алексеева показали существование городища с земляными валами высотой до 4 метров и размером площадки 100 на 200 метров. Нижний горизонт раскопок датируется IX—X веками, на месте городища были найдены различные предметы обихода, керамика, ножи, наконечники стрел и бронзовые изделия. Во время раскопок 1989-90 годов нижний горизонт был уточнён как промежуток между 3-й четвертью 1 тысячелетия и началом IX века; в этот период обнаружено много следов грубой керамики. В первой половине XI века поселение было сожжено, на что указывает большой слой угля в раскопках. Тем не менее, раскопки подтверждают наличие культурного слоя и после этого — на городище было найдено большое количество бытовых и военных предметов XI—XIII веков, включая нательные кресты.

## История замка
Впервые на бумаге замок упоминается в 1514 году в указе Сигизмунда I Старого, подтверждающего ограниченное Магдебургское право, выданное Браславу в 1500 году великим князем литовским Александром. По разным данным, в 1513 или 1515 году русские войска под командованием воевод Кутузова-Щуки, Бутурина и Воронцова напали на Браслав; посад был разрушен, но замок взят не был. В 1520 году замок вместе с городом был выкуплен князьями Мосальскими у рода Сапег. В 1550 или 1551 году был разорён во время набега отрядов Давлета I Герая, однако уже в 1552 году был отстроен на деньги государства, что подтверждается письмом Сигизмунда Августа к виленскому воеводе Николаю Радзивилу с просьбой проконтролировать строительство и восстановить замок в кратчайшие сроки. В том же году Сигизмунд Август просит волынского маршалка Константина Острожского с войсками оборонять замок, а ответственным за реконструкцию назначить пушкаря Валько. В документах времён Ливонской войны упоминается размещённый в замке гарнизон, однако замок в военных действиях не участвовал. Известно, что в 1578 году в замке останавливался король польский и великий князь литовский Стефан Баторий.
Замок изображён на Радзивиловской карте Томаша Маковского, изданной в 1613 году, в виде значительного замка на возвышении. В 1631 году трокский воевода Януш Скумин-Тышкевич финансирует строительство церкви святого Николая на территории замка. Согласно инвентарю 1649 года, верхний замок имел 7 башен и деревянные стены, а также въездную башню с двойными воротами и двумя машикулями, из вооружения замка указаны 5 бронзовых пушек, 2 железные пушки и 40 пищалей. На значимость замка указывает так же факт, что в XVI—XVII веках на его территории располагались поветовые учреждения и суды.
Во время Русско-польской войны 1654—1667 годов замок несколько раз переходил из рук в руки и был значительно поврежден. В частности, в 1654 году замок был взят русскими войсками под командованием Василия Шереметева, а в 1655 году город вместе с замком был занят шведскими отрядами. В постановлении сейма 1661 года указывается, что браславский повет «полностью разрушен», из-за чего повет был освобожден от налогов на 4 года. Кроме этого, значительные повреждения замок получил во время Северной войны 1700—1721 годов. Последний раз в военном значении в документах замок упоминается в 1765 году — в то время в нём находился гарнизон из 14 солдат и одного офицера. Руины замка существовали ещё как минимум в конце XVIII века.

## Современное состояние
Впервые как археологический памятник остатки замка были описаны Ф. П. Покровским, сотрудником Виленского музея древности, в конце XIX века. Подробные раскопки городища проводил в 1955-56 годах московский археолог Л. В. Алексеев, о чем опубликовал подробный отчёт. В последующие годы замчище исследовалось в 1989, 1990 и 1994 годах белорусскими исследователями М. А. Ткачёвым, Г. М. Семенчуком и К. С. Шидловским.
В современности на Замковой горе руин замка не осталось. Сохранились земляные валы; на территории замка расположены памятный знак в честь основания Браслава — гранитный валун с бронзовой табличкой. Помимо этого, на месте замка находится захоронение Станислава Нарбута, врача и учёного, проживавшего в городе в XIX и XX веке. На его могиле расположен массивный обелиск с фонарём на вершине.